# Revista Sevillana (1872-1873)
La Revista Sevillana fue una publicación periódica editada en la ciudad española de Sevilla entre 1872 y 1873, durante el Sexenio Democrático.

## Historia
Comenzó a publicarse en 1872, Aparecía en números de ocho páginas en 4.º mayor, texto a dos columnas, papel común e impresión clara. Su contenido incluía artículos literarios, novelas, cuentos, poesías de diversos géneros, cuadros de costumbres, biografías, variedades, sueltos y anuncios. Cesaría su publicación a finales de 1873.
Dirigida por José Sánchez-Arjona, entre sus redactores se encontraron firmas como las de José María Asensio, Juan José Bueno, Cayetano Ester, José Fernández-Espino, Joaquín Guichot y Parody, Francisco Rodríguez-Zapata, José Lamarque de Novoa, Fernando de Gabriel y Ruiz de Apodaca, Gonzalo Segovia, José Velázquez y Sánchez, Carlos Peñaranda, José de Velilla, Mariano Zappino, Luis Escudero y Peroso, Felipe Pérez y González, Manuel Cano y Cueto, Luis Montoto, José Gestoso y Pérez y Mercedes de Velilla.